# Mořeplavec
Mořeplavec je cestovatel, námořník nebo obchodník plavící se po mořích a oceánech. Toto zaměstnání vykonává mnoho lidí, ale označení mořeplavec se používá jen ojediněle (1,22 výskytu na 1 milion slov). V minulosti byli takto označováni objevitelé a cestovatelé, například James Cook, Kryštof Kolumbus nebo Fernão de Magalhães, ale i běžní námořníci zaměstnaní na lodích obchodních společností nebo ve službách panovníků.